# Locro (mitología)
En la mitología griega, Locro (en griego antiguo Λοκρός, Locros) es el nombre de varios personajes, generalmente epónimos, que se pueden llegar a confundir entre ellos.

## Diferentes versiones

### Genealogía locria
Píndaro ensalza al pueblo de Opunte en una de sus odas. Por un escolio sabemos que Locro era hijo de Anfictión y nieto de Zeus, aunque al menos un autor lo imaginó como hijo de Fiscio, esposo de Cabie y padre de Opunte. Dice Píndaro que los opuntios provienen de la ciudad de Protogenia (esto es, Opunte) y que descienden de los «laoí», pueblo que surgió de las piedras que arrojaron Deucalión y Pirra. Se dice que a Locro le abatía el tiempo con un «destino privado de hijos». El mismo Zeus le entregó como esposa a una hija de Opo, que Píndaro no cita, pero que otros autores identifican como Cabia o Cambise. Sea como fuere la muchacha parió al hijo de Zeus, y Locro, ahora feliz con una familia, adoptó al pequeño como hijo propio. Le puso el nombre de Opo en honor a su suegro.Hesíodo dice que Locro fue antaño el soberano del pueblo de los laoí, que más tarde se llamaron léleges, y se sobreentiende que fue el epónimo de la Lócrida. En una fuente tardía y corrupta se nos dice que de la unión entre Zeus y Megaclite, hija de Macario (Macareo), nacieron dos héroes epónimos, Locro de la Lócride y Tebe de Tebas.

### Genealogía corintia
En la versión corintia Locro es un hijo de Zeus y Mera, la hija de Preto y Antea. Eustacio lo relaciona con Sísifo en esta sucesión: Sísifo - Tersandro - Preto - Mera - Locro. Se decía que Locro ayudó a Zeto y Anfión en la construcción de las murallas de Tebas, aunque es el único autor en citarlo.

### Genealogía feacia
Una última versión, ya latina, ubica a Locro como parte de la genealogía del pueblo los feacios. Locro era hijo del epónimo Féax y hermano del Alcínoo homérico. Se dice que emigró a Italia donde se casó con Laurina, la hija de Latino. Sucedió que en ese momento Hércules estaba conduciendo las hermosas vacadas de Gerión que había obtenido en la isla de Eritea. Locro acogió a Hércules hospitalariamente. Latino, que venía a visitar a su hija, vio el ganado y se apropió de él. Al descubrir esto Hércules lo mató asaeteándolo y recuperó su premio. Locro, temiendo sufrir el mismo destino a manos del héroe, se apresuró en ayudar a su invitado y se atavió para la guerra. Hércules vio a Locro acercarse y pensó que se disponía a ayudar a Latino, por lo que también le mató. Hércules, después de darse cuenta de su error, se puso a lamentarse entre gritos. Se dice que incluso Hércules se apareció entre su gente más tarde como una sombra y les ordenó que establecieran una ciudad junto a su tumba. Por eso la ciudad llevó el nombre en honor a Locro.